# Бесєдіна-Невзорова Віра Павлівна
Бесє́діна-Невзо́рова Віра Павлівна (нар. 9 (21) липня 1894, м. Юр'єв, Естонія — 6 березня 1971, Харків, УРСР) — радянська мовознавиця, славістка. Докторка філологічних наук (1965), професорка (1967). Заслужена діячка науки УРСР (1968).

## Біографія
Закінчила Вищі жіночі курси у Юр'єві (1914), під час навчання викладала російську мову в школі. Навчалась на Вищих жіночих курсах при Харківському університеті (1914—1918) і працювала викладачем російської мови на підготовчих курсах у Харківській консерваторії.
1918–1920 викладала російську мову в гімназії для дітей робітників Харківського паротягобудівного заводу.
1920—1921 навчалась на Тимчасових педагогічних курсах, викладала російську мову в Академії теоретичних знань; 1924–1925 — студентка факультету профосвіти, аспірант мовознавчої науково-дослідної кафедри Харківського ІНО; від 1925 — науково-педагогічний співробітник цієї кафедри; від 1930 — викладач Харківського педагогічного інституту професійної освіти (виник на базі ІНО); 1933—1971 — викладач, доцент (від 1935), професор (від 1967) Харківського університету.
1965 за роботу «Старославянский язык: Учебный пособник для студентов филологических факультетов университетов УССР» (Харків, 1962) здобула ступінь доктора філологічних наук.
Основні праці Бесєдіної-Невзорової присвячені питанням фонетики й граматики слов'янських мов. Фундаментальною є стаття «До історії складних форм майбутнього часу в українській мові» («Питання історичного розвитку української мови: Праці Міжвишівський наукової конференції, що відбулася у Харкові 15—20 грудня 1959, присвячена 5-му Міжнародному з'їздові славістів», Харків, 1962), в якій історія форми 'ходитиму' розглядається у зв'язку із загальнослов'янською мовною проблематикою. Питання ролі порядку слів у розвитку граматичної будови слов'янських мов Бесєдіна-Невзорова торкається у статті «Порядок слов и его место в грамматическом строе славянских языков» ("Учені записки Харківського державного університету. Т. 70. Труди філологічного факультету. Том 3. 1956); «Роль порядка слов в развитии грамматического строя славянских языков» («Філологічний збірник: Український комітет славістів». Київ, 1958) та інші.

## Праці
- Експериментально-фонетичне дослідження української літературної вимови в Харківському Інституті Народної Освіти // Зап. Харків. ІНО. Х., 1928. Т. 3;
- Фонетика і орфоепія української мови // Баженов М. Виразне читання і культура усної мови. К., 1949.